# Коперник (лунный кратер)
Кратер Копе́рник (лат. Copernicus) — ударный лунный кратер среднего размера, названный в честь польского астронома Николая Коперника (1473—1543). Расположен в восточной части Океана Бурь. Возраст кратера — около 800 миллионов лет, то есть он сформировался в коперниковский период геологической истории Луны. Благодаря небольшому возрасту имеет хорошую сохранность и четкость структур. Глубина кратера — 3800 м. Название кратеру присвоено итальянским иезуитом Джованни Риччиоли и утверждено Международным астрономическим союзом в 1935 году. Кратер с таким же названием есть на Марсе.

## Описание кратера

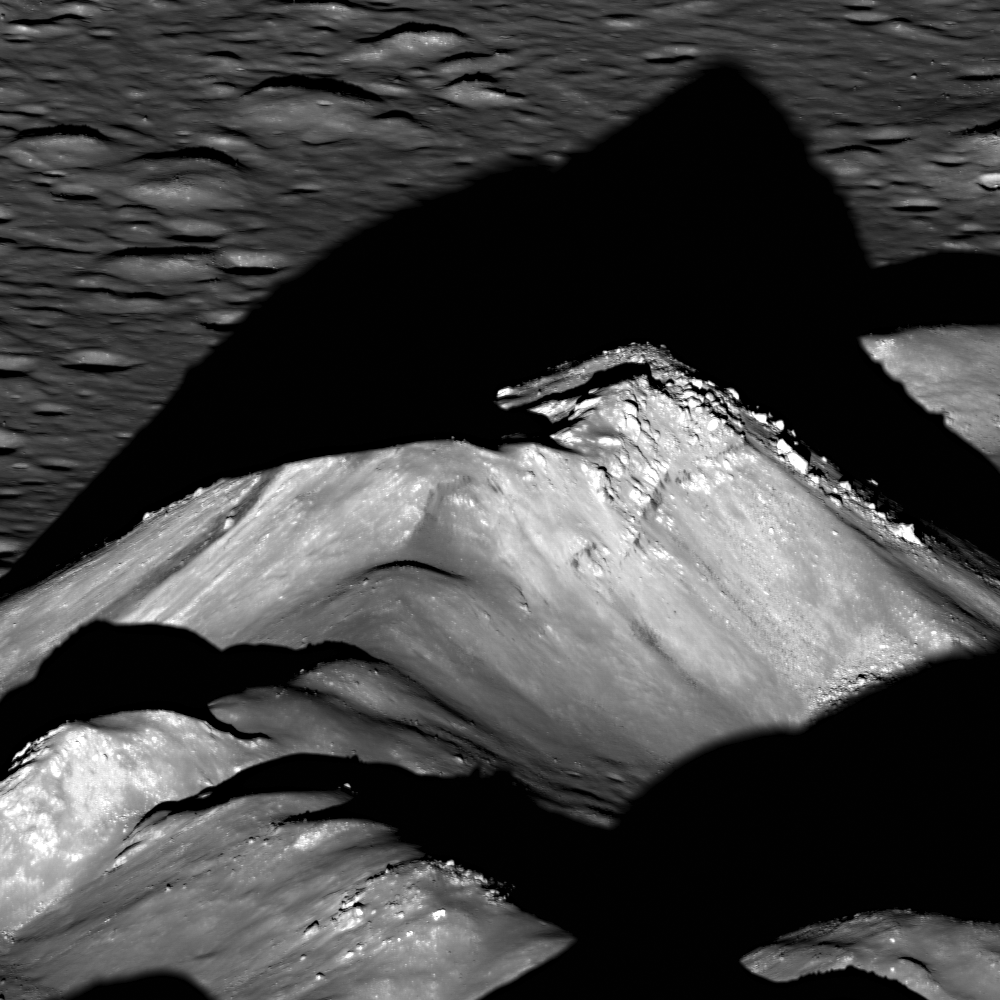
Центральный пик кратера Коперник. Снимок зонда Lunar Reconnaissance Orbiter.

Ближайшими соседями кратера являются кратер Гей-Люссак на севере; кратер Стадий на востоке; кратер Фаут на юге и кратер Гортензий на западе-юго-западе. На юге от кратера располагается море Островов, на севере — Карпатские горы на южной границе моря Дождей, на северо-востоке — горы Апеннины, на востоке Залив Зноя.
Вал кратера имеет террасовидную структуру, террасы разделены глубокими расщелинами, имеет форму не окружности, а скорее многоугольника, состоящего из 12 более или менее прямолинейных участков. В центре чаши находится комплекс центральных пиков, состоящих из анортозитового троктолита (AT), габбро-норито-троктолитового анортозита с содержанием плагиоклаза 85-90 % (GNTA1) и габбро-норито-троктолитового анортозита с содержанием плагиоклаза 80-85 % (GNTA2).. Северная часть дна более гладкая чем южная. Высота вала кратера над дном составляет около 3800 м, а над окружающей местностью — около 2200 м. Дно чаши кратера лежит приблизительно на 1600 м ниже окружающей местности, не заполнено лавой. Окрестности кратера испещрены следами вторичных кратеров, образованных камнями, выброшенными при импакте. Коперник имеет разветвленную лучевую систему, простирающуюся на расстояние более 800 км, образованную выбросом раздробленных мелких светло-серых частиц горных пород. Образцы этого материала собраны астронавтами Аполлона-12, лунный модуль которого совершил посадку к югу от кратера Коперник в океане Бурь. Диаметр кратера — 96 км, объем — около 8400 куб.км.. Полосы пород возле кратера Коперник имеют яркость 5 ½° по таблице яркостей Шрётера.

## Галерея

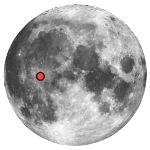
Месторасположение кратера.
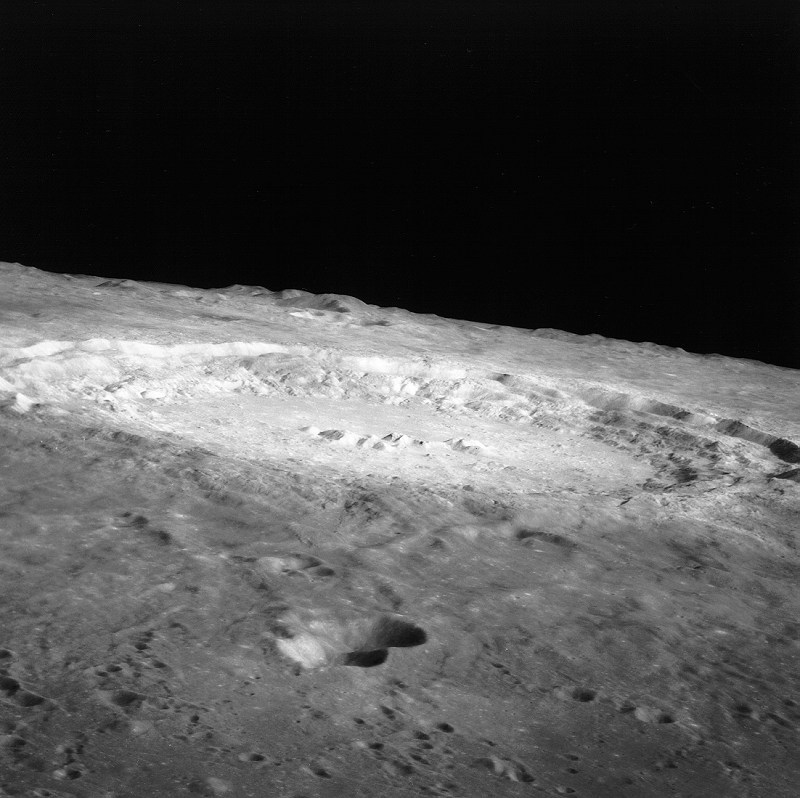
Кратер Коперник (фото с борта «Аполлона-12»)
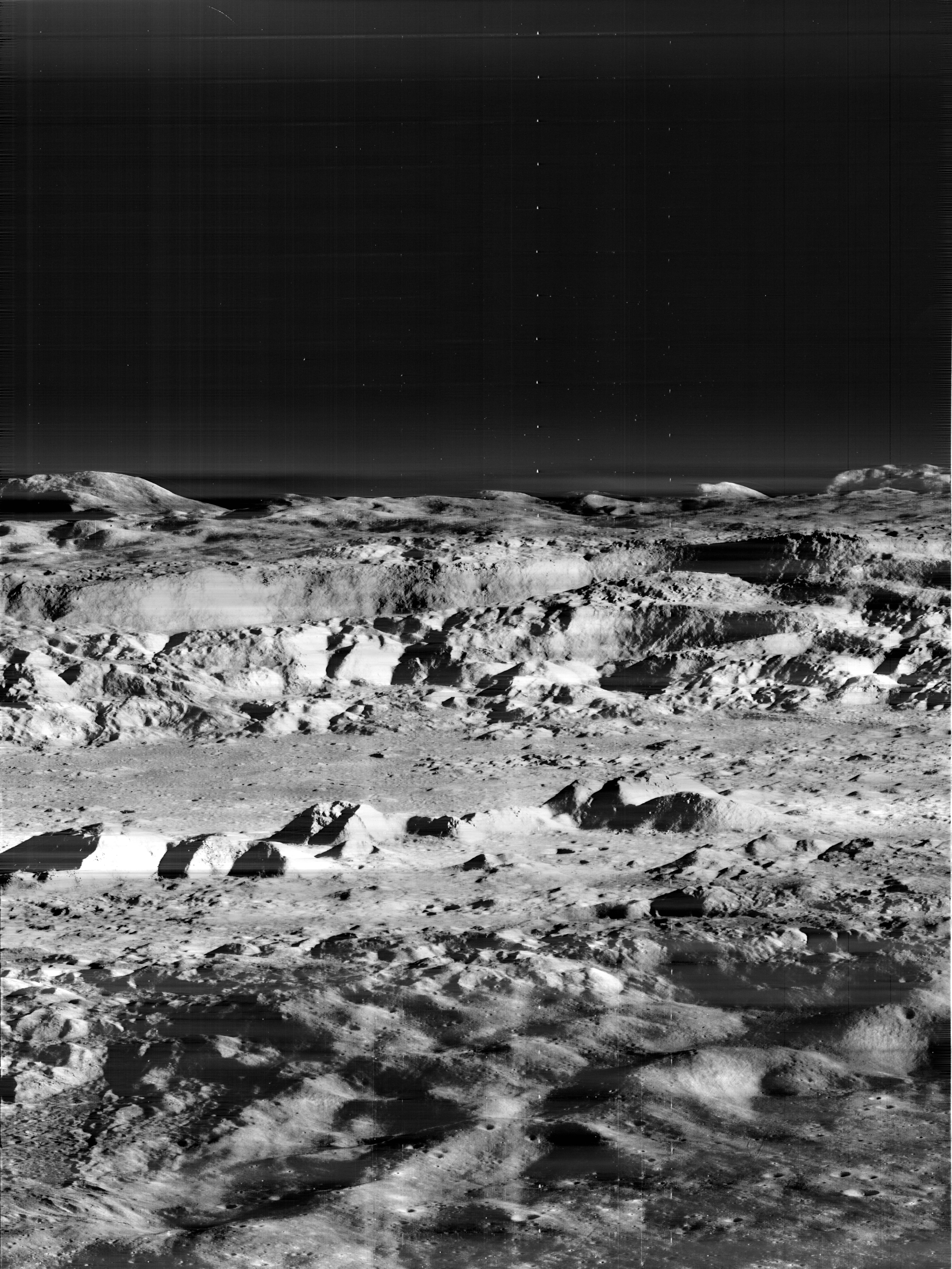
Вид кратера Коперник под низким углом. Фотография зонда Lunar Orbiter 2 (1966).
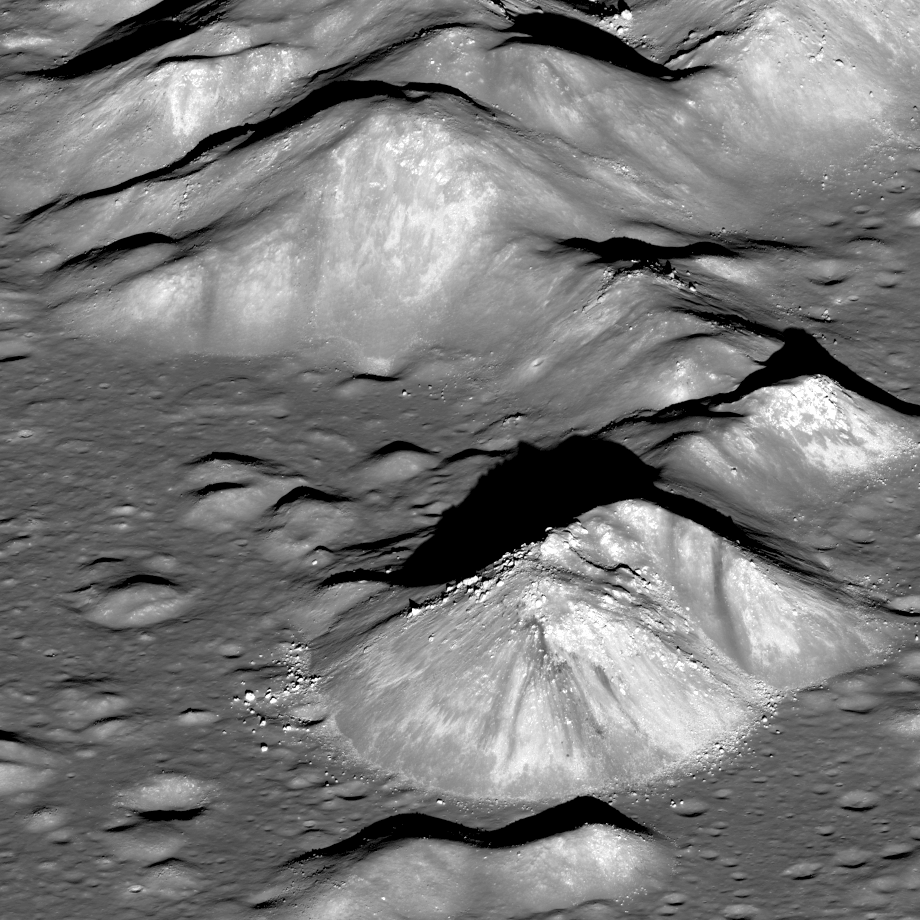
Центральные пики кратера. Снимок зонда Lunar Reconnaissance Orbiter.
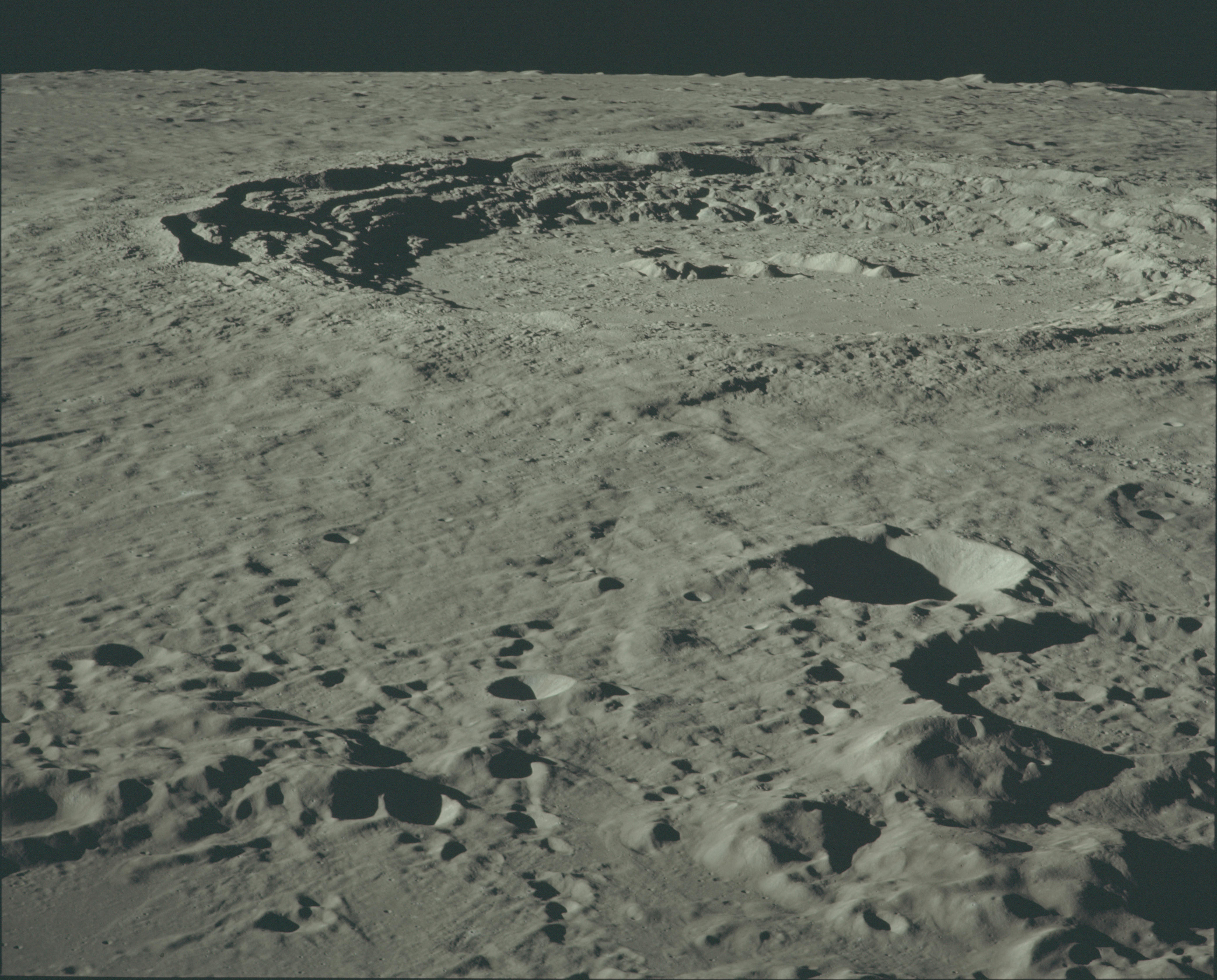
Снимок с борта Аполлона-17
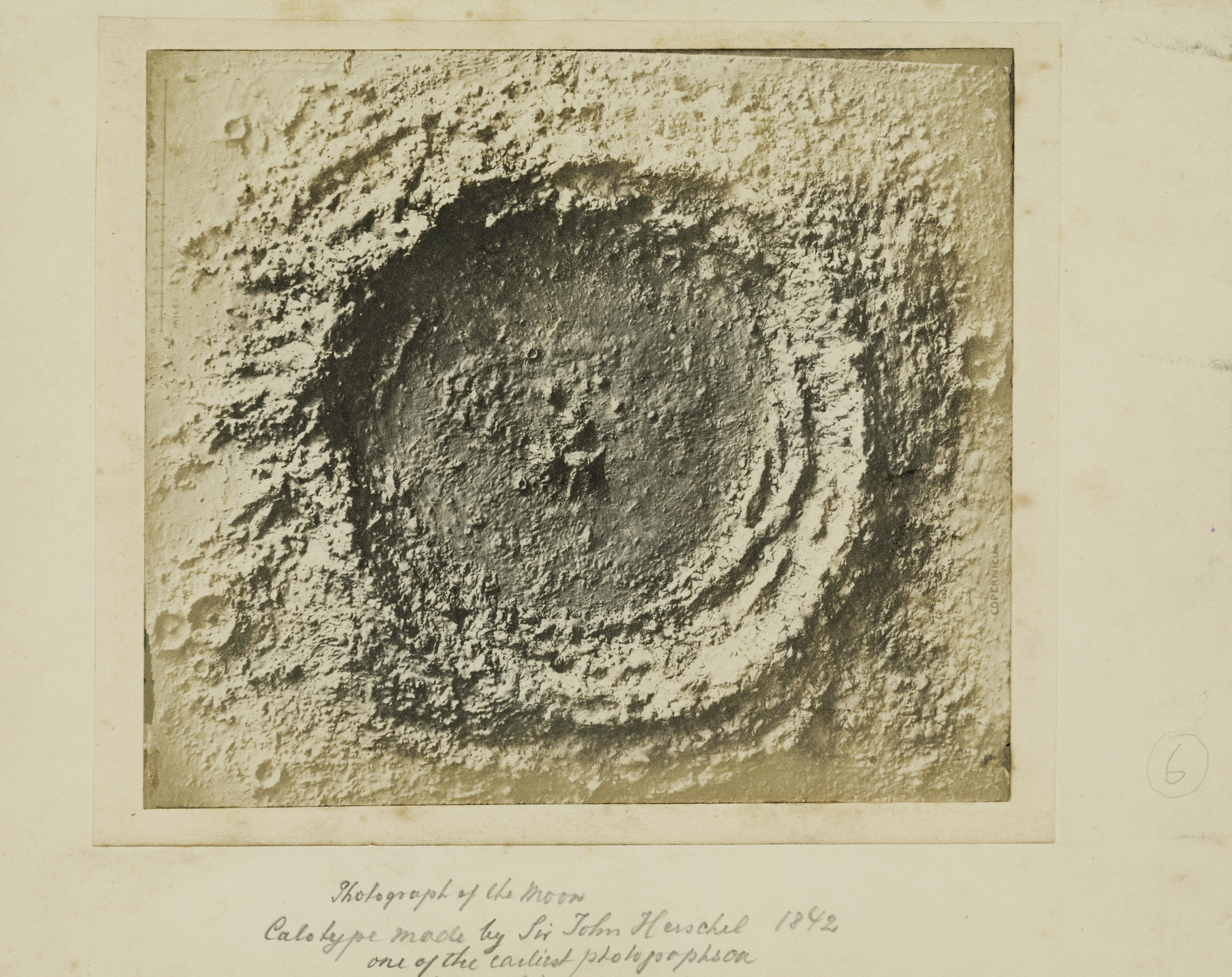
Модель кратера Коперник, выполненная Джоном Гершелем.
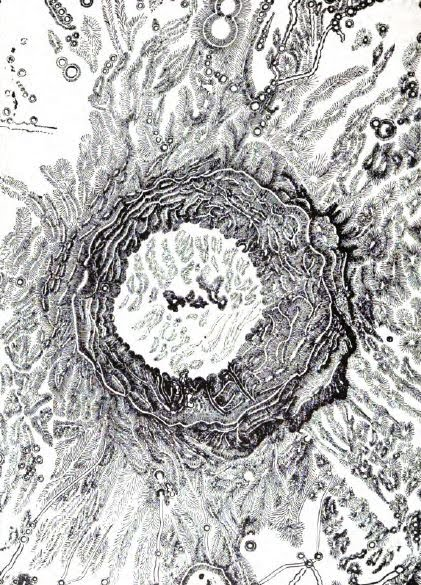
Зарисовка кратера Коперник, сделанная в 1909 г. Филиппом Фаутом.
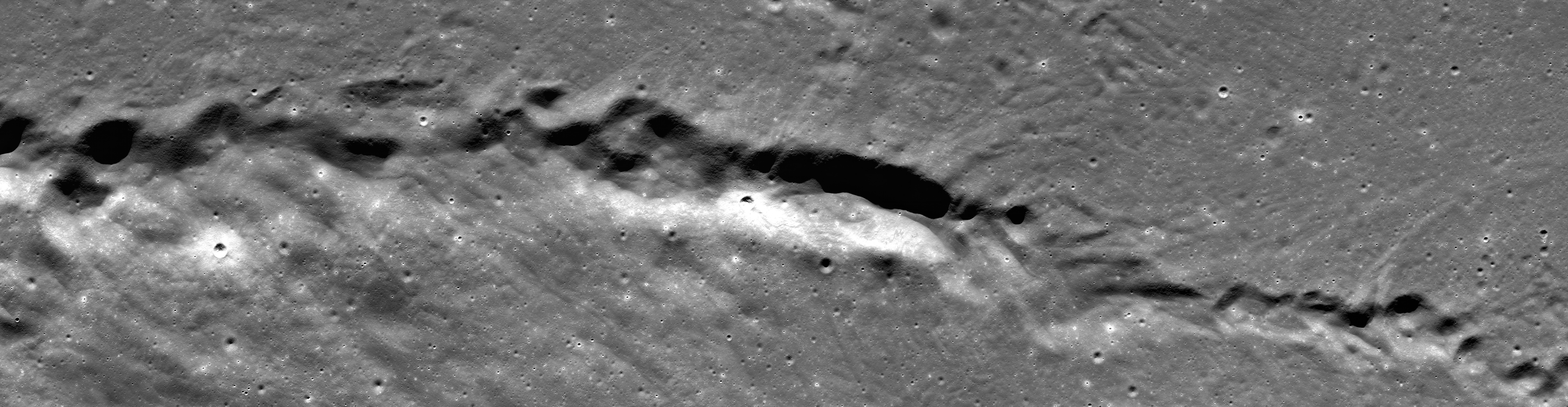
Цепочка вторичных кратеров кратера Коперник в Море Дождей. Снимок зонда Lunar Reconnaissance Orbiter.

## Кратковременные лунные явления
В кратере Коперник наблюдались кратковременные лунные явления (КЛЯ) в виде увеличения яркости, свечения на фоне пепельного света и во время затмений.

## Сателлитные кратеры
| Коперник | Координаты                                            | Диаметр, км |
| -------- | ----------------------------------------------------- | ----------- |
| A        | 9°31′ с. ш. 18°54′ з. д. / 9,52° с. ш. 18,90° з. д.   | 3           |
| B        | 7°30′ с. ш. 22°23′ з. д. / 7,50° с. ш. 22,39° з. д.   | 8           |
| C        | 7°07′ с. ш. 15°26′ з. д. / 7,12° с. ш. 15,44° з. д.   | 6           |
| D        | 12°12′ с. ш. 24°48′ з. д. / 12,20° с. ш. 24,80° з. д. | 5           |
| E        | 6°24′ с. ш. 22°42′ з. д. / 6,40° с. ш. 22,70° з. д.   | 4           |
| F        | 5°53′ с. ш. 22°14′ з. д. / 5,89° с. ш. 22,24° з. д.   | 3           |
| G        | 5°55′ с. ш. 21°31′ з. д. / 5,92° с. ш. 21,51° з. д.   | 4           |
| H        | 6°53′ с. ш. 18°17′ з. д. / 6,89° с. ш. 18,29° з. д.   | 4           |
| J        | 10°08′ с. ш. 23°56′ з. д. / 10,13° с. ш. 23,94° з. д. | 6           |
| L        | 13°29′ с. ш. 17°05′ з. д. / 13,48° с. ш. 17,08° з. д. | 4           |
| N        | 6°55′ с. ш. 23°19′ з. д. / 6,91° с. ш. 23,31° з. д.   | 6           |
| P        | 10°07′ с. ш. 16°04′ з. д. / 10,11° с. ш. 16,06° з. д. | 4           |
| R        | 8°04′ с. ш. 16°50′ з. д. / 8,06° с. ш. 16,84° з. д.   | 4           |

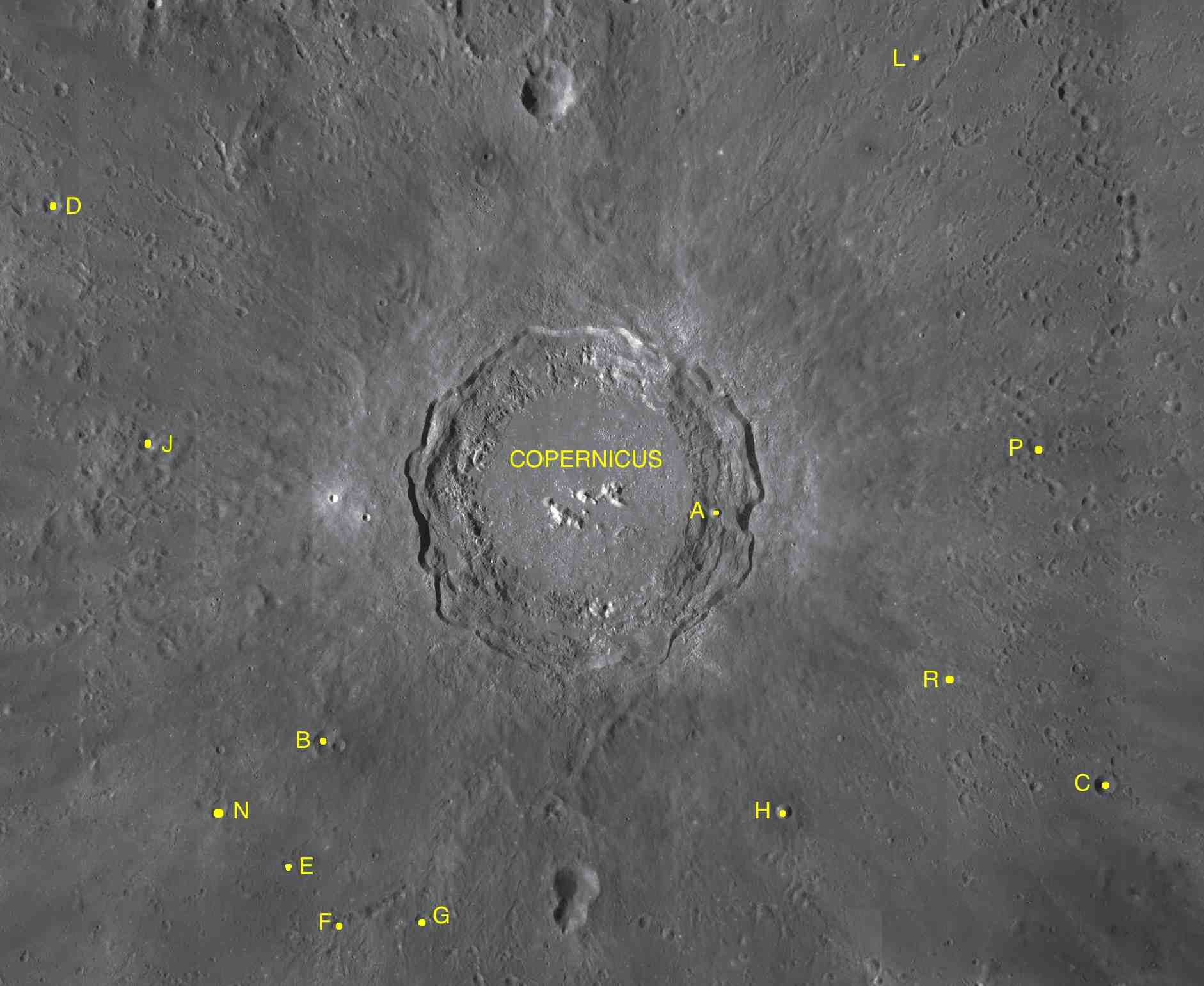
Фрагмент карты LAC-58.

- Кратер Коперник и сателлитный кратер Коперник H включены в список кратеров с яркой системой лучей Ассоциации лунной и планетарной астрономии (ALPO)[6].
- Сателлитный кратер Коперник H окружен темным гало.
- Образование сателлитного кратера Коперник H относится к коперниковскому периоду[5].

## См.также
- Список кратеров на Луне
- Лунный кратер
- Морфологический каталог кратеров Луны
- Планетная номенклатура
- Селенография
- Минералогия Луны
- Геология Луны
- Поздняя тяжёлая бомбардировка